# Torneio Rio-São Paulo 1962
In 1962 werd het veertiende Torneio Rio-São Paulo gespeeld voor clubs uit Rio de Janeiro en São Paulo. De competitie werd gespeeld van 1 maart tot 23 april. Botafogo werd kampioen. 

## Eerste groepsfase

### Groep A
| Plaats | Club          | Wed. | W | G | V | Saldo | Ptn. |
| ------ | ------------- | ---- | - | - | - | ----- | ---- |
| 1.     | Botafogo      | 4    | 3 | 0 | 1 | 11:5  | 6    |
| 2.     | Flamengo      | 4    | 2 | 2 | 0 | 5:3   | 6    |
| 3.     | America       | 4    | 2 | 1 | 1 | 5:4   | 5    |
| 4.     | Vasco da Gama | 4    | 1 | 1 | 2 | 6:9   | 3    |
| 5.     | Fluminense    | 4    | 0 | 0 | 4 | 3:9   | 0    |

|  | Gekwalificeerd voor tweede fase |

### Groep B
| Plaats | Club        | Wed. | W | G | V | Saldo | Ptn. |
| ------ | ----------- | ---- | - | - | - | ----- | ---- |
| 1.     | Palmeiras   | 3    | 2 | 0 | 1 | 6:3   | 4    |
| 2.     | São Paulo   | 3    | 1 | 2 | 0 | 5:4   | 4    |
| 3.     | Corinthians | 3    | 1 | 1 | 1 | 4:6   | 3    |
| 4.     | Portuguesa  | 3    | 0 | 1 | 2 | 5:7   | 1    |

|  | Gekwalificeerd voor tweede fase |

## Tweede fase
| Plaats | Club      | Wed. | W | G | V | Saldo | Ptn. |
| ------ | --------- | ---- | - | - | - | ----- | ---- |
| 1.     | Botafogo  | 3    | 3 | 0 | 0 | 6:2   | 6    |
| 2.     | São Paulo | 3    | 1 | 1 | 1 | 5:5   | 3    |
| 3.     | Palmeiras | 3    | 1 | 0 | 2 | 5:5   | 2    |
| 4.     | Flamengo  | 3    | 0 | 1 | 2 | 2:6   | 1    |

|  | Kampioen |

## Kampioen
| Torneio Rio-São Paulo de 1962 |
| ----------------------------- |
| BOTAFOGO (1º titel)           |